# Eine demanzipierte Frau
Eine demanzipierte Frau (Originaltitel: Plenty) ist ein britisches Filmdrama aus dem Jahr 1985 unter der Regie von Fred Schepisi. Der Film ist eine Adaption des Theaterstückes Plenty (UA 1978) von David Hare.

## Handlung
Der Film erzählt die Geschichte des gescheiterten Lebens einer Frau innerhalb einer Zeitspanne von 20 Jahren. Susan Traherne hat als Widerstandskämpferin in der französischen Résistance während des Zweiten Weltkrieges einen leidenschaftlichen One-Night-Stand mit dem britischen Geheimdienstoffizier Lazar. Lazar ist mit einem Fallschirm über Frankreich abgesprungen, und um ihn zu verstecken, hat sie ihn mit in ihr Zimmer genommen. Am folgenden Morgen verlässt er sie heimlich, ohne Abschied zu nehmen. Allerdings lässt er seine goldenen Manschettenknöpfe als Geschenk zurück. Diese Manschettenknöpfe trägt sie in Zukunft immer bei sich.
Sie kehrt nach England zurück, versucht sich in der Nachkriegszeit ein neues Leben aufzubauen und nimmt ihre flippige Freundin Alice Park in ihre Wohnung auf. Doch nach den intensiven Erfahrungen in der Résistance erscheint ihr jetzt alles trivial, unzureichend, verlogen, eine Enttäuschung auf der ganzen Linie: kein beruflicher Erfolg, Freunde, Liebhaber, die ihre unbestimmten Erwartungen nie erfüllen. Sie animiert Mick, einen Freund von Alice, mit ihr ein Kind zu zeugen, gibt ihm aber nach 18 Monaten erfolgloser Versuche kühl den Laufpass und lässt ihn verstört zurück.
Die Ehe mit dem englischen Diplomaten Raymond Brock, der sie sehr liebt und mit Nachsicht und Geduld auf ihre Eskapaden reagiert, geht in die Brüche, und sie ruiniert dazu noch gründlich seine berufliche Karriere. Wie sehr sie mit ihren übertriebenen Erwartungen, ihrer inneren Unruhe und ihrem rücksichtslosen Kreisen nur um sich selbst schuld ist an ihrem Unglück, kann und will sie nicht verstehen. Schließlich trifft sie sich wieder mit Lazar, der sie in einer Talkshow wiedererkannt hat, in der Hoffnung, auch die Lebenslust und Intensität jener Zeit wiederzufinden. Die beiden verbringen die Nacht miteinander. Am Morgen, als sie schlafend auf dem Bett liegt, packt er seinen Koffer und verlässt das Zimmer.

## Rezeption
Von mehr als 1828 Stimmen erhielt der Film auf der IMDb von zehn möglichen Sternen einen Schnitt von 6,1.
Der Filmkritiker Roger Ebert gab dem Film dreieinhalb von vier Sternen. Er schreibt, Streeps Darstellung sei „nuanciert und feinsinnig; eine so unausgeglichene, neurotische und selbstzerstörerische Frau zu spielen, ist schwierig, aber Streep tut es mit Charme und Behutsamkeit … Sie zeigt uns Susan Traherne als Persönlichkeit, nicht einfach als Bündel neurotischer Symptome.“

## Auszeichnungen
Tracey Ullman und John Gielgud wurden für ihre Nebenrollen jeweils für die BAFTA Awards nominiert und Gielgud erhielt die Auszeichnung als bester Nebendarsteller der Los Angeles Film Critics Association und der National Society of Film Critics.